# 卡爾森峰

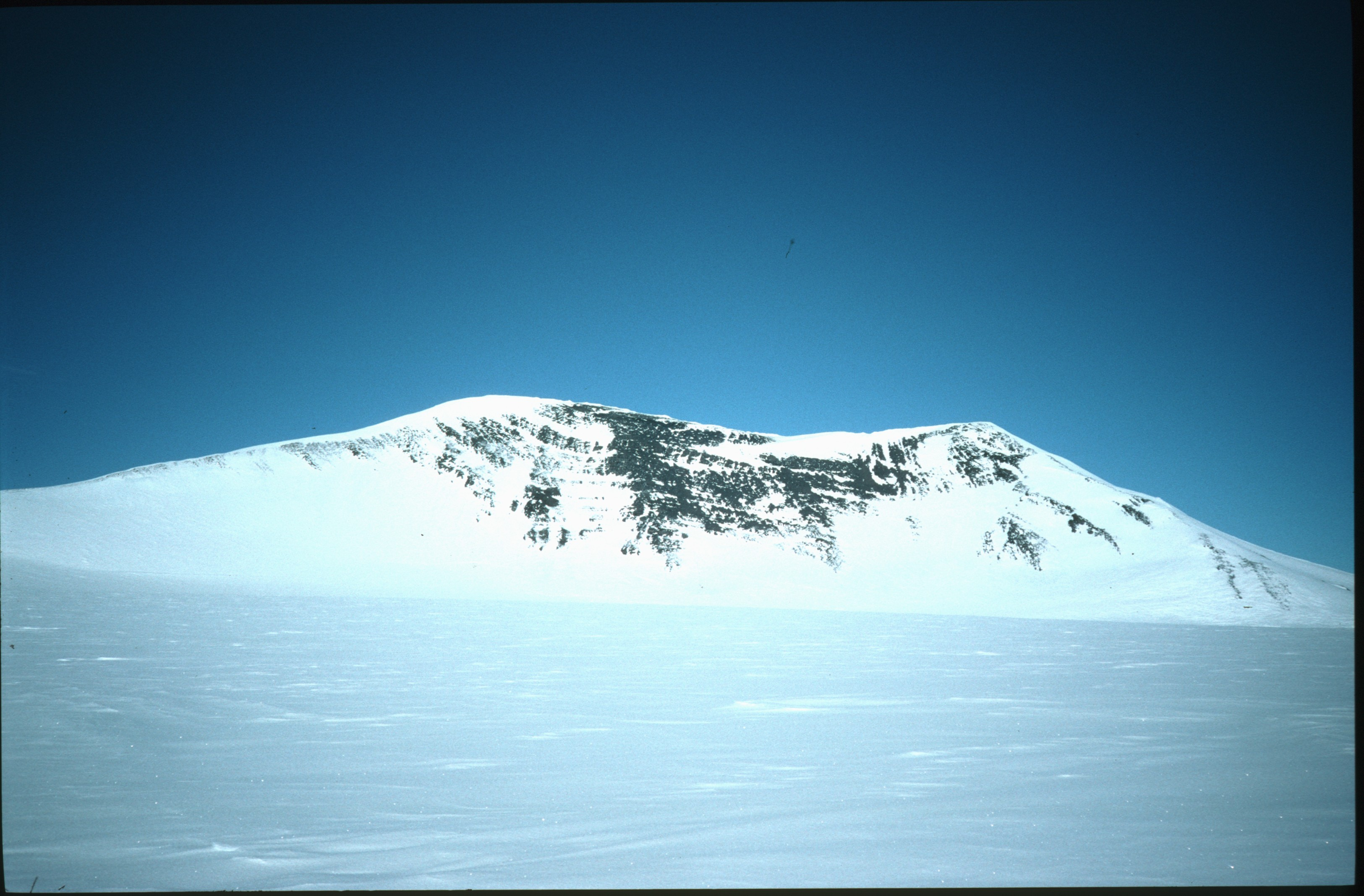

75°57′S 70°33′W / 75.950°S 70.550°W
卡爾森峰（英語：Carlson Peak）是南極洲的山峰，座標75°57′S 70°33′W，位於埃爾斯沃思地，屬於豪貝格山脈的一部分，美國地質調查局根據測量和該國海軍的空中照片繪入地圖，現時由南極條約體系管理。